# Stanislav Polčák
Stanislav Polčák (* 21. února 1980 Slavičín) je český právník, vysokoškolský pedagog a politik, člen hnutí Starostové a nezávislí (STAN), v letech 2010 až 2014 poslanec Poslanecké sněmovny PČR. V letech 2014 až 2024 byl poslancem Evropského parlamentu.

## Život
Pochází z Vysokého Pole. V roce 2003 získal magisterský titul na Právnické fakultě Univerzity Karlovy, v letech 2000 - 2003 studoval Katolickou teologickou fakultu Univerzity Karlovy. V roce 2004 získal po obhajobě rigorózní práce titul JUDr. na Právnické fakultě Univerzity Karlovy na katedře správního práva, obor veřejné právo. V roce 2007 složil advokátní zkoušky.
Specializuje se na evropské, správní a autorské právo. Byl zaměstnán v advokátní kanceláři Martina Vlčka a vedl poslaneckou kancelář europoslance Tomáše Zatloukala.
Stanislav Polčák žije v Praze, je svobodný.

## Politické působení
Od listopadu 2002 do června 2009 působil jako místostarosta obce Vysoké Pole, v září 2005 byl jmenován členem expertní komise Úřadu vlády ČR pro otázky EU. Ve funkci skončil v prosinci 2006.
Poslancem Poslanecké sněmovny Parlamentu České republiky byl zvolen ve volbách 2010 v Praze na kandidátce strany TOP 09 (nominován za stranu Starostové a nezávislí). Od července 2010 do prosince 2013 působil jako předseda Výboru pro veřejnou správu a regionální rozvoj PSP ČR. Od prosince 2012 do srpna 2013 vykonával funkci předsedy Ústavněprávního výboru PSP ČR. V říjnu 2013 byl zvolen opakovaně poslancem Parlamentu ČR. Na konci března 2014 byl na VI. Republikovém sněmu v Průhonicích u Prahy zvolen místopředsedou Starostů a nezávislích (STAN). Funkci zastával do března 2017. Znovu byl zvolen místopředsedou hnutí Starostové a nezávislí (STAN) na konci srpna 2021.
Dne 20. června 2022 oznámil, že pozastavuje své členství v hnutí Starostové a nezávislí (STAN), přičemž jako důvod uvedl jeho setkávání s Michalem Redlem, který byl o několik dní dříve zatčen a obviněn z korupce při razii NCOZ na Pražském magistrátě v rámci Akce Dozimetr. V březnu 2023 členství v hnutí obnovil, když se podle něj prokázalo, že s kauzou nemá nic společného.

### Kandidatura do Evropského parlamentu 2014
Ve volbách do Evropského parlamentu v roce 2014 kandidoval z pozice člena STAN na 3. místě kandidátky TOP 09 a Starostové a nezávislí (STAN). Získal 11 997 preferenčních hlasů (tzn. 4,96 %), skončil v rámci kandidátky na čtvrtém místě a byl zvolen poslancem Evropského parlamentu. Vzhledem k neslučitelnosti funkcí rezignoval dne 30. června 2014 na mandát poslance Poslanecké sněmovny PČR, ve Sněmovně ho nahradil Martin Plíšek. Polčák je místopředseda Výboru pro regionální rozvoj (REGI).

### Komunální volby 2014
V komunálních volbách v roce 2014 kandidoval jako člen STAN do Zastupitelstva Hlavního města Prahy na kandidátce Trojkoalice (tj. Strana zelených, KDU-ČSL a Starostové a nezávislí), ale neuspěl.

### Kandidatura do Evropského parlamentu 2019 a 2024
Ve volbách do Evropského parlamentu v květnu 2019 mandát europoslance obhájil a kandidoval jako člen hnutí STAN na 2. místě kandidátky subjektu s názvem "Starostové (STAN) s regionálními partnery a TOP 09". Získal 25 352 preferenčních hlasů.
Jako europoslanec hlasoval pro směrnici o energetické náročnosti budov v rámci plánu „Fit for 55“, který je součástí širší strategie Evropské unie k dosažení uhlíkové neutrality do roku 2050 známé jako Zelená dohoda pro Evropu. Podle směrnice by měly mít od roku 2030 všechny nově postavené budovy nulové emise a od roku 2050 musí být klimaticky neutrální všechny domy.
Ve volbách do Evropského parlamentu v červnu 2024 již nekandidoval, mandát europoslance mu vypršel v polovině července 2024. Dále se živí jako advokát.

## Kontroverze
Hospodářské noviny v roce 2011 napsaly, že poslanec TOP 09 Stanislav Polčák před lety přišel k pohledávce za 7,5 milionu korun. Politik uvedl, že se jedná o nesmyslné spekulace s tím, že jako advokát pouze zastupoval svého klienta. V roce 2013 kauzu začala vyšetřovat policie pro podezření ze spáchání trestného činu porušení povinnosti při správě cizího majetku. Po prověření a vyslechnutí zainteresovaných osob policie věc odložila.

### Kauza Vrbětice
V březnu 2022 způsobil kontroverzi jeho nárok na 7,7 milionu korun za zastupování obcí v kauze „Vrbětice“, kdy zúčastněným svůj nárok na odměnu po celou dobu údajně vůbec nezmínil, a až na konci soudního sporu ji nárokoval. Po medializaci kauzy se svého nároku, dle mediálního vyjádření, vzdal. Rovněž rezignoval na funkci místopředsedy hnutí Starostové a nezávislí (STAN).

### Vazby na stíhaného lobbistu Michala Redla
Na konci února 2017 informoval Český rozhlas Radiožurnál, že Polčák konzultoval nominace na důležitá místa v pražských firmách a na magistrátu s podnikatelem Michalem Redlem, mužem známým z kauz Radovana Krejčíře. V reakci na tuto událost se o den později Polčák rozhodl, že nebude kandidovat na březnovém sněmu Starostů a nezávislých (STAN) na žádnou volenou funkci v hnutí. Ke svému rozhodnutí uvedl: "Svou neopatrnost si ‚odpracuji‘ jako řadový člen hnutí."
V roce 2022 byl Redl obviněn jako jedna z klíčových osob kauzy Dozimetr týkající se korupce při udělování zakázek na pražském magistrátě.
V říjnu 2023 Deník N informoval, že v policejním spise ke kauze je zaznamenána výpověď Stanislava Polčáka, který v případu figuroval jako svědek. Polčák se stíhaným podnikatelem Michalem Redlem a jeho rodinou trávil několik dovolených a komunikoval s ním přes šifrovací aplikaci. Polčák měl s Redlovými blízký vztah. Osobně se původně znal s otcem obviněného, Petrem Redlem starším, se kterým spolupracoval jako advokát ve Zlíně.

## Praxe
- 2001–2002 – Mironet – právní asistent v počítačové firmě
- 2001–2003 – právní asistent (autorská práva)
- 2003–2007 – advokátní koncipient
- Od 2007 – advokát
- Od 2003 – člen znaleckého kolegia pro obor autorského práva znaleckého ústavu Unie výtvarného umění ČR
- 2004–2005 – vedoucí poslanecké kanceláře poslance Evropského parlamentu
- 2005–2007 – poradce poslankyně Evropského parlamentu
- 2008–2010 – školitel zastupitelů a představitelů samospráv Sdružení místních samospráv ČR
- 2009–2012 – externí pedagog oboru základy práva a autorské právo na Univerzitě Tomáše Bati ve Zlíně a Filmové škole Zlín v oblasti správního práva[2]